# Petroleum Development Oman
Petroleum Development Oman (arabsky شركة تنمية نفط عمان‎), zkráceně PDO, je nejúspěšnější společností v Ománu. PDO je producentem 90 % celkového množství surové nafty v zemi a dodavatelem téměř veškerého zemního plynu. Většinovým vlastníkem podniku je stát Omán (60 %), dalšími vlastníky jsou společnosti Royal Dutch Shell (34 %), Total S.A. (4 %) a Partex (2 %). Společnost má sídlo ve městě Maskat, v Ománu a poskytuje zaměstnání přibližně 5 400 lidem.